# شینگوسن واکاشو
شینگوسن واکاشو (به ژاپنی: 新後撰和歌集 Shingosen Wakashū)، اغلب با نام شینگوسنشو Shingosenshū مخفف می‌شود، یک گلچین امپراتوری (چوکوسن واکاشو) از اشعار ژاپنی واکا (شعر) است. این عنوان در تقابل با
گوسن واکاشو قبلی است که در سال ۱۳۰۳ تکمیل شد.
دو سال بعد از امپراتور بازنشسته (دایجو تننو) امپراتور گو-اودا برای اولین بار توسط فوجیوارا نو تامه‌یو گردآوری شد و شامل بیست جلد است که شامل ۱۶۰۶ شعر است.
این عنوان در تقابل با چوکوسن واکاشو قبلی است شامل بیست جلد شامل ۱۶۰۶ شعر بود.